# Richard Edward Taylor
Richard Edward Taylor, kanadsko-ameriški fizik, * 2. november 1929, Medicine Hat, Alberta, Kanada, † 22. februar 2018.
Taylor je leta 1990 soprejel Nobelovo nagrado za fiziko.